# التهاب الفم
التهاب الفم أو الحُنَاك (بالإنجليزية: Stomatitis) هو التهاب في الفم والشفتين. وهو يشير إلى العملية الالتهابية التي تؤثر على الأغشية المخاطية للفم والشفتين مع أو بدون تقرح الفم.

## روابط خارجية
- 5-Minute Clinical Consult Stomatitis